# Stabilność struktury (statystyka)
Stabilność struktury – własność rozkładów zmiennych losowych.
Rozkład prawdopodobieństwa zmiennej losowej ma własność stabilności struktury, kiedy rozkład prawdopodobieństwa sumy bardzo wielu takich niezależnych zmiennych losowych jest zadany takim samym (co do formy matematycznej) rozkładem.
Przykład: zgodnie z centralnym twierdzeniem granicznym rozkład sumy wielu niezależnych zmiennych losowych o rozkładzie Gaussa jest także zadany rozkładem Gaussa, w granicy sumy bardzo wielu składników.
Rozkłady prawdopodobieństwa zmiennych losowych można podzielić na dwie ogólne klasy: takie które mają skończona wariancję, i takie które mają wariancję niezdefiniowaną (odpowiednie wyrażenie całkowe jest rozbieżne lub źle zdefiniowane). W klasie rozkładów o skończonej wariancji jedynym rozkładem strukturalnie stabilnym jest rozkład Gaussa. W klasie o niezdefiniowanej wariancji, rozkłady strukturalnie stabilne tworzą rodzinę rozkładów Lévy’ego.

## Rozkłady stabilne (według Chinczyna i Lévy’ego)
Paul Pierre Lévy i Aleksander Chinczyn wyznaczyli pełną klasę rozkładów stabilnych. Najogólniejsza postać funkcji charakterystycznej jest dana następującym wzorem:
{\displaystyle \ln \phi (q)=\left\{{\begin{aligned}&i\mu q-(\gamma |q|)^{\alpha }[1-i\beta {\frac {q}{|q|}}\operatorname {tg} ({\frac {\pi }{2}}\alpha )]&&{\textrm {dla}}\;\;\alpha \neq 1\\&i\mu q-\gamma |q|[1+i\beta {\frac {q}{|q|}}{\frac {2}{\pi }}\ln |q|]&&{\textrm {dla}}\;\;\alpha =1\end{aligned}}\right.}
gdzie wykładnik {\displaystyle 0<\alpha \leqslant 2,} {\displaystyle \gamma } jest dodatnim czynnikiem skalującym, średnia {\displaystyle \mu } jest dowolną liczbą rzeczywistą, natomiast {\displaystyle -1\leqslant \beta \leqslant 1} jest parametrem asymetrii rozkładu.
- {\displaystyle \alpha ={\frac {1}{2}},\ \beta =1} – rozkład Lévy’ego-Smirnowa
- {\displaystyle \alpha =1,\ \beta =0} – rozkład Lorentza
- {\displaystyle \alpha =2} – rozkład Gaussa ({\displaystyle \beta } nie ma znaczenia przy {\displaystyle \alpha =2})

Wszystkie stabilne procesy Lévy’ego, dla których {\displaystyle \alpha \neq 2,} mają nieskończoną wariancję.